# Discografia di Lisa Stansfield
Questa pagina contiene la discografia di Lisa Stansfield, che al 2023 è composta da diciassette album di cui otto di inediti, quattro raccolte, uno dal vivo, una colonna sonora e tre di remix, un EP e numerosi singoli. I dischi sono stati pubblicati dalle etichette discografiche Arista, ZTT, Edel.

## Album

### Album in studio
| Titolo                                       | Dati album                                                                                       | Posizione massima in classifica | Posizione massima in classifica | Posizione massima in classifica | Posizione massima in classifica | Posizione massima in classifica | Posizione massima in classifica | Posizione massima in classifica | Posizione massima in classifica | Posizione massima in classifica | Posizione massima in classifica | Certificazioni                                                                                       |
| Titolo                                       | Dati album                                                                                       | UK                              | AUS                             | A                               | B                               | D                               | I                               | J                               | E                               | CH                              | USA                             | Certificazioni                                                                                       |
| -------------------------------------------- | ------------------------------------------------------------------------------------------------ | ------------------------------- | ------------------------------- | ------------------------------- | ------------------------------- | ------------------------------- | ------------------------------- | ------------------------------- | ------------------------------- | ------------------------------- | ------------------------------- | --- |
| Affection                                    | - Pubblicazione: 20 Novembre 1989 - Etichetta: Arista - Formati: CD, LP, MC                      | 2                               | 7                               | 1                               | 3                               | 2                               | 2                               | 96                              | 2                               | 2                               | 9                               | - AUS: Oro - A: Oro - F: Oro - D: Platino - E: Platino - CH: Platino - UK: 3× Platino - USA: Platino |
| Real Love                                    | - Pubblicazione: 11 Novembre 1991 - Etichetta: Arista - Formati: CD, LP, MC                      | 3                               | 40                              | 21                              | 10                              | 9                               | 10                              | 38                              | 41                              | 18                              | 43                              | - D: Oro - CH: Oro - UK: 2× Platino - USA: Oro                                                       |
| So Natural                                   | - Pubblicazione: 8 Novembre 1993 - Etichetta: Arista - Formati: CD, LP, MC                       | 6                               | 67                              | 30                              | —                               | 25                              | 14                              | 50                              | —                               | 27                              | —                               | - UK: Platino                                                                                        |
| Lisa Stansfield                              | - Pubblicazione: 21 Marzo 1997 - Etichetta: Arista - Formati: CD, MC                             | 2                               | 41                              | 12                              | 6                               | 13                              | 8                               | 40                              | 23                              | 11                              | 55                              | - E: Oro - CH: Oro - UK: Oro                                                                         |
| Face Up                                      | - Pubblicazione: 20 Giugno 2001 - Etichetta: Arista - Formati: CD, MC                            | 38                              | —                               | 26                              | —                               | 29                              | —                               | 86                              | —                               | 19                              | —                               | |
| The Moment                                   | - Pubblicazione: 27 Settembre 2004 - Etichetta: ZTT - Formati: CD                                | 57                              | —                               | 15                              | 90                              | 16                              | 57                              | —                               | 70                              | 22                              | —                               | - D: Oro                                                                                             |
| Seven                                        | - Pubblicazione: 31 Gennaio 2014 - Etichetta: Monkeynatra, Edel - Formati: CD, download digitale | 13                              | —                               | 25                              | 111                             | 13                              | —                               | —                               | —                               | 42                              | —                               | |
| Deeper                                       | - Pubblicazione: 6 Aprile 2018 - Etichetta: earMUSIC - Formati: CD, LP, download digitale        | 15                              | —                               | 11                              | 127                             | 7                               | —                               | —                               | 93                              | 23                              | —                               | |
| "—" indica dischi non entrati in classifica. |                                                                                                  |                                 |                                 |                                 |                                 |                                 |                                 |                                 |                                 |                                 |                                 | |

### Album dal vivo
| Titolo             | Dati album                                                                              | Posizione massima |
| Titolo             | Dati album                                                                              | ITA               |
| ------------------ | --------------------------------------------------------------------------------------- | ----------------- |
| Live in Manchester | - Pubblicazione: 28 Agosto 2015 - Etichetta: earMUSIC - Formati: 2CD, download digitale | 15                |

### Raccolte
| In Session                                            | - Pubblicazione: 20 Settembre 1996 - Etichetta: Sovereign/Delta Music/Arvato - Formati: CD | — | —  | —  | —  | — | —  | —  |           |
| Biography: The Greatest Hits                          | - Pubblicazione: 3 Febbraio 2003 - Etichetta: Arista - Formati: CD, MC                     | 3 | 37 | 16 | 46 | 4 | 43 | 58 | - UK: Oro |
| The Complete Collection                               | - Pubblicazione: 2 Giugno 2003 - Etichetta: Arista - Formati: 6CD                          | — | —  | —  | —  | — | —  | —  |           |
| The Collection 1989–2003                              | - Pubblicazione: 10 Novembre 2014 - Etichetta: Edsel - Formati: 13CD+5DVD                  | — | —  | —  | —  | — | —  | —  |           |
| "—" indica dischi che non sono entrati in classifica. |                                                                                            |   |    |    |    |   |    |    |           |

### Album di remix
| Titolo                                 | Dati album                                                                                       |
| -------------------------------------- | ------------------------------------------------------------------------------------------------ |
| The Remix Album                        | - Pubblicazione: 2 Giugno 1998 - Etichetta: Arista - Formati: CD, LP                             |
| Seven+                                 | - Pubblicazione: 20 Ottobre 2014 - Etichetta: Monkeynatra, Edel - Formati: CD, download digitale |
| People Hold On ... The Remix Anthology | - Pubblicazione: 10 Novembre 2014 - Etichetta: Edsel - Formati: 3CD                              |

### Colonne sonore
| Titolo                                    | Dati album                                                                | Posizione massima |
| Titolo                                    | Dati album                                                                | UK                |
| ----------------------------------------- | ------------------------------------------------------------------------- | ----------------- |
| Swing: Original Motion Picture Soundtrack | - Pubblicazione: 10 Maggio 1999 - Etichetta: BMG/Arista - Formati: CD, MC | 165               |

## EP
| Titolo                                 | Dati EP                                                                       | Posizione massima in classifica | Posizione massima in classifica | Posizione massima in classifica | Posizione massima in classifica | Posizione massima in classifica | Posizione massima in classifica | Posizione massima in classifica | Posizione massima in classifica | Posizione massima in classifica | Posizione massima in classifica | Posizione massima in classifica | Certificazioni                                 |
| Titolo                                 | Dati EP                                                                       | UK                              | AUS                             | A                               | B                               | EU                              | D                               | I                               | J                               | E                               | CH                              | USA                             | Certificazioni                                 |
| -------------------------------------- | ----------------------------------------------------------------------------- | ------------------------------- | ------------------------------- | ------------------------------- | ------------------------------- | ------------------------------- | ------------------------------- | ------------------------------- | ------------------------------- | ------------------------------- | ------------------------------- | ------------------------------- | ---------------------------------------------- |
| Five Live (con George Michael e Queen) | - Pubblicazione: 19 Aprile 1993 - Etichetta: Parlophone - Formati: CD, LP, MC | 1                               | 17                              | 2                               | 3                               | 5                               | 8                               | 6                               | 35                              | 18                              | 6                               | 46                              | - A: Oro - F: Oro - D: Oro - CH: Oro - UK: Oro |

## Singoli
| Anno                                         | Titolo                                     | Massima posizione in classifica | Massima posizione in classifica | Massima posizione in classifica | Massima posizione in classifica | Massima posizione in classifica | Massima posizione in classifica | Massima posizione in classifica | Massima posizione in classifica | Massima posizione in classifica | Massima posizione in classifica | Certificazioni                                                 | Album                        |
| Anno                                         | Titolo                                     | UK                              | AUS                             | A                               | B                               | D                               | EIR                             | NL                              | USA                             | USA dance                       | USA r&b                         | Certificazioni                                                 | Album                        |
| -------------------------------------------- | ------------------------------------------ | ------------------------------- | ------------------------------- | ------------------------------- | ------------------------------- | ------------------------------- | ------------------------------- | ------------------------------- | ------------------------------- | ------------------------------- | ------------------------------- | -------------------------------------------------------------- | ---------------------------- |
| 1981                                         | Your Alibis                                | —                               | —                               | —                               | —                               | —                               | —                               | —                               | —                               | —                               | —                               |                                                                | N.D.                         |
| 1982                                         | The Only Way                               | —                               | —                               | —                               | —                               | —                               | —                               | —                               | —                               | —                               | —                               |                                                                | N.D.                         |
| 1983                                         | Listen to Your Heart                       | —                               | —                               | —                               | —                               | —                               | —                               | —                               | —                               | —                               | —                               |                                                                | N.D.                         |
| 1983                                         | I Got a Feeling                            | —                               | —                               | —                               | —                               | —                               | —                               | —                               | —                               | —                               | —                               |                                                                | N.D.                         |
| 1989                                         | People Hold On (con Coldcut)               | 11                              | 78                              | —                               | 32                              | 24                              | —                               | 37                              | —                               | 6                               | —                               |                                                                | What's That Noise?           |
| 1989                                         | My Telephone (con Coldcut)                 | 52                              | —                               | —                               | —                               | 62                              | —                               | —                               | —                               | —                               | —                               |                                                                | What's That Noise?           |
| 1989                                         | This Is the Right Time                     | 13                              | 138                             | 20                              | —                               | 17                              | —                               | —                               | 21                              | 1                               | 13                              |                                                                | Affection                    |
| 1989                                         | All Around the World                       | 1                               | 9                               | 1                               | 1                               | 2                               | 3                               | 1                               | 3                               | 1                               | 1                               | - AUS: Oro - A: Oro - D: Oro - S: Oro - UK: Oro - USA: Platino | Affection                    |
| 1989                                         | Do They Know It's Christmas? (Band Aid II) | 1                               | 30                              | —                               | 17                              | 74                              | 1                               | 18                              | —                               | —                               | —                               | - UK: Platino                                                  | N.D.                         |
| 1990                                         | Live Together                              | 10                              | 62                              | 30                              | 7                               | 23                              | 11                              | 5                               | —                               | —                               | —                               |                                                                | Affection                    |
| 1990                                         | What Did I Do to You?                      | 25                              | —                               | —                               | 37                              | 43                              | 20                              | 38                              | —                               | —                               | —                               |                                                                | Affection                    |
| 1990                                         | You Can't Deny It                          | —                               | —                               | —                               | —                               | —                               | —                               | —                               | 14                              | 2                               | 1                               |                                                                | Affection                    |
| 1991                                         | Change                                     | 10                              | 21                              | 24                              | 6                               | 13                              | 17                              | 7                               | 27                              | 1                               | 12                              |                                                                | Real Love                    |
| 1991                                         | All Woman                                  | 20                              | 52                              | —                               | 28                              | —                               | —                               | 21                              | 56                              | —                               | 1                               |                                                                | Real Love                    |
| 1992                                         | Time to Make You Mine                      | 14                              | 114                             | —                               | 47                              | —                               | —                               | 47                              | —                               | —                               | —                               |                                                                | Real Love                    |
| 1992                                         | Everything Will Get Better                 | —                               | —                               | —                               | —                               | —                               | —                               | —                               | —                               | 36                              | —                               |                                                                | All Woman                    |
| 1992                                         | Set Your Loving Free                       | 28                              | 164                             | —                               | —                               | 42                              | —                               | 36                              | —                               | 20                              | —                               |                                                                | Real Love                    |
| 1992                                         | A Little More Love                         | —                               | —                               | —                               | —                               | —                               | —                               | —                               | —                               | —                               | 30                              |                                                                | Real Love                    |
| 1992                                         | Someday (I'm Coming Back)                  | 10                              | 116                             | —                               | 39                              | 51                              | 16                              | 30                              | —                               | —                               | —                               |                                                                | The Bodyguard                |
| 1993                                         | In All the Right Places                    | 8                               | 132                             | —                               | —                               | 63                              | 8                               | 20                              | —                               | —                               | —                               |                                                                | So Natural                   |
| 1993                                         | So Natural                                 | 15                              | 69                              | —                               | —                               | 67                              | —                               | 47                              | —                               | —                               | —                               |                                                                | So Natural                   |
| 1993                                         | Little Bit of Heaven                       | 32                              | 153                             | —                               | —                               | 54                              | —                               | —                               | —                               | —                               | —                               |                                                                | So Natural                   |
| 1994                                         | Marvellous & Mine                          | —                               | —                               | —                               | —                               | —                               | —                               | —                               | —                               | —                               | —                               |                                                                | So Natural                   |
| 1994                                         | Make It Right                              | —                               | —                               | —                               | —                               | —                               | —                               | —                               | —                               | 46                              | 64                              |                                                                | Beverly Hills 90210          |
| 1994                                         | Dream Away (con Babyface)                  | —                               | 193                             | —                               | —                               | —                               | —                               | —                               | —                               | —                               | 80                              |                                                                | The Pagemaster               |
| 1997                                         | People Hold On (The Bootleg Mixes)         | 4                               | 89                              | —                               | 40                              | —                               | 15                              | 71                              | —                               | 1                               | —                               |                                                                | Lisa Stansfield              |
| 1997                                         | The Real Thing                             | 9                               | 124                             | —                               | 29                              | 57                              | —                               | 61                              | —                               | —                               | —                               |                                                                | Lisa Stansfield              |
| 1997                                         | Never, Never Gonna Give You Up             | 25                              | 182                             | —                               | —                               | 74                              | —                               | —                               | 74                              | 1                               | 38                              |                                                                | Lisa Stansfield              |
| 1997                                         | The Line                                   | 64                              | —                               | —                               | —                               | —                               | —                               | —                               | —                               | —                               | —                               |                                                                | Lisa Stansfield              |
| 1997                                         | Never Gonna Fall                           | —                               | —                               | —                               | —                               | —                               | —                               | —                               | —                               | 1                               | —                               |                                                                | Lisa Stansfield              |
| 1997                                         | Don't Cry for Me                           | —                               | —                               | —                               | —                               | —                               | —                               | —                               | —                               | —                               | —                               |                                                                | Lisa Stansfield              |
| 1998                                         | I'm Leavin'                                | —                               | —                               | —                               | —                               | —                               | —                               | —                               | —                               | 1                               | —                               |                                                                | Lisa Stansfield              |
| 1999                                         | The Longer We Make Love (con Barry White)  | —                               | —                               | —                               | —                               | —                               | —                               | —                               | —                               | —                               | —                               |                                                                | Staying Power                |
| 2001                                         | Let's Just Call It Love                    | 48                              | —                               | —                               | —                               | —                               | —                               | —                               | —                               | —                               | —                               |                                                                | Face Up                      |
| 2001                                         | 8-3-1                                      | —                               | —                               | —                               | —                               | —                               | —                               | —                               | —                               | —                               | —                               |                                                                | Face Up                      |
| 2003                                         | All Around the World (Norty Cotto Mixes)   | —                               | —                               | —                               | —                               | —                               | —                               | —                               | —                               | 34                              | —                               |                                                                | Biography: The Greatest Hits |
| 2004                                         | Too Hot (con Kool & the Gang)              | —                               | —                               | —                               | —                               | —                               | —                               | —                               | —                               | —                               | —                               |                                                                | The Hits: Reloaded           |
| 2004                                         | Easier                                     | —                               | —                               | —                               | —                               | —                               | —                               | —                               | —                               | —                               | —                               |                                                                | The Moment                   |
| 2005                                         | Treat Me Like a Woman                      | —                               | —                               | 36                              | —                               | 43                              | —                               | —                               | —                               | —                               | —                               |                                                                | The Moment                   |
| 2005                                         | If I Hadn't Got You                        | —                               | —                               | 54                              | —                               | 66                              | —                               | —                               | —                               | —                               | —                               |                                                                | The Moment                   |
| 2005                                         | He Touches Me                              | —                               | —                               | —                               | —                               | —                               | —                               | —                               | —                               | —                               | —                               |                                                                | The Moment                   |
| 2013                                         | Can't Dance                                | —                               | —                               | —                               | —                               | —                               | —                               | —                               | —                               | —                               | —                               |                                                                | Seven                        |
| 2014                                         | Carry On                                   | —                               | —                               | —                               | —                               | —                               | —                               | —                               | —                               | —                               | —                               |                                                                | Seven                        |
| 2014                                         | So Be It                                   | —                               | —                               | —                               | —                               | —                               | —                               | —                               | —                               | —                               | —                               |                                                                | Seven                        |
| 2014                                         | There Goes My Heart                        | —                               | —                               | —                               | —                               | —                               | —                               | —                               | —                               | —                               | —                               |                                                                | Seven+                       |
| 2018                                         | Billionaire                                | —                               | —                               | —                               | —                               | —                               | —                               | —                               | —                               | —                               | —                               |                                                                | Deeper                       |
| 2018                                         | Never Ever                                 | —                               | —                               | —                               | —                               | —                               | —                               | —                               | —                               | 6                               | —                               |                                                                | Deeper                       |
| "—" indica dischi non entrati in classifica. |                                            |                                 |                                 |                                 |                                 |                                 |                                 |                                 |                                 |                                 |                                 |                                                                |                              |

## Videografia
| Anno | Titolo                                          | Formato      |
| ---- | ----------------------------------------------- | ------------ |
| 1990 | Live! All Around the World (concerto)           | VHS, LD      |
| 1992 | Real Life (videoclip)                           | VHS, LD      |
| 1992 | Lisa at Wembley – Live (concerto)               | LD           |
| 2003 | Biography: The Greatest Hits (videoclip)        | DVD          |
| 2005 | Live at Ronnie Scott's (concerto)               | DVD          |
| 2011 | Live at The French (concerto con altri artisti) | DVD          |
| 2015 | Live in Manchester (concerto)                   | DVD, Blu-ray |